# Мектеп
Мекте́п (каз. Мектеп від араб. мактаб - книгарня, бібліотека) — село у складі Єсільської Округи Області Північноказахстанської Республіки Казахстан. 
Входить до складу Сільської Округи Алматинської.

## Опис
Населення — 171 особа (2021; 328 у 2009, 487 у 1999, 452 у 1989).
Національний склад станом на 1989 рік:
- казахи — 100 %.

До 16 серпня 1971 року село називалось Даумбай.